# Campanini Carboni
Il vocabolario di Giuseppe Campanini e Giuseppe Carboni, comunemente conosciuto come Campanini Carboni, è uno storico dizionario di latino pubblicato dalla casa editrice Paravia dal 1911.

## Storia

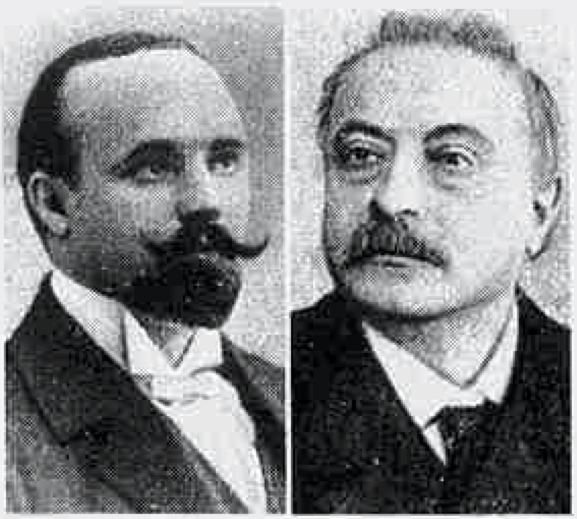
Giuseppe Campanini (sinistra) e Giuseppe Carboni intorno al 1914.

### Prodromi
Nel 1907 era stato proposto da Luigi Ambrosini alla Paravia di preparare un nuovo dizionario di latino, la cui redazione sarebbe stata composta, oltre che dall'Ambrosini, da Renato Serra. Tuttavia, il lavoro non procedette mai con celerità e già nel settembre 1907 si poteva considerare arenato.  Per un dizionario di latino pensato per l'uso nel ginnasio (a cui il Serra teneva molto) si sarebbero dovuti attendere ancora un paio d'anni.

### Le edizioni originarie
Il nome del vocabolario riprende quelli dei due autori: Giuseppe Campanini e Giuseppe Carboni, entrambi professori di latino a Roma, dove il Carboni insegnava al liceo Mamiani e il Campanini all'Umberto I. Dal loro sodalizio nacque il progetto di un dizionario scolastico di latino, che, pubblicato nel 1911 dalla casa editrice Paravia, sostituì il valido ma vetusto Vocabolario di Luigi della Noce e Federico Torre, opera degli anni cinquanta dell'Ottocento.
Campanini e Carboni, considerata la loro «lunga pratica della scuola», avevano sentito il bisogno di proporre uno strumento di semplice consultazione, per «rendere il Vocabolario accessibile specialmente ai giovanetti che muovono i primi passi nello studio del Latino». Così facendo, si auguravano di «incontrare il favore delle scuole». Riguardo al materiale per il vocabolario, essi dichiaravano:
( Giuseppe Campanini e Giuseppe Carboni, Vocabolario latino-italiano e italiano-latino, seconda edizione,  p. vi.)
Le prime edizioni degli anni Dieci e Venti erano stampate su carta spugnosa, su sollecito degli insegnanti, per impedire che gli studenti scrivessero con inchiostro qualche appunto da sfruttare durante le traduzioni delle versioni.
Il vocabolario si presentava come un volume di milleduecento pagine (quello del della Noce e Torre aveva un centinaio di pagine in più), di facile consultazione, abbastanza ricco di frasi e con qualche aiuto sintattico. La parte latino–italiano, opera del Carboni, elencava, invero un po' in disordine, prima tutti i vari significati in italiano del lemma latino, un buon numero di costrutti notevoli o espressioni idiomatiche o semplici esempi e infine frasi d'autore tradotte. Le frasi potevano essere semplificate rispetto alla fonte, verosimilmente per risparmiare spazio, ma comunque consentivano il riconoscimento del passo e la sua traduzione. Esse erano riportate alla rinfusa, senza riguardo all'ordine dei significati registrati prima, e non recavano l'autore della citazione, poiché non era ritenuto fondamentale. Le espressioni idiomatiche, invece, erano scritte seguendo l'ordine dei significati. La parte italiano–latino, curata dal Campanini, più ordinata, era strutturata in modo simile e similmente non correlava in maniera diretta gli esempi ai significati. Per migliorare il contesto della traduzione, i nomi propri, oltre ai significati, avevano piccoli commenti enciclopedici (ad esempio, Maratona era registrata come «piccolo villaggio dell'Attica, ove i Persiani furono sconfitti da Milziade»). Utilissime per una traduzione dall'italiano al latino erano le nozioni di grammatica, che riportavano le «costruzioni dei vocaboli più difficili, specialmente dei verbi», ricordando i casi che essi reggono o altre particolarità, e le declinazioni di sostantivi e aggettivi anomali, per esempio quelle di vis, roboris e nemo, nullius. L'intento, comunque, non era quello di affrancare completamente lo studente dall'imparare bene le declinazioni, poiché alcuni nomi irregolari erano registrati senza nessun'avvertenza, come dea, ae e domus, i. A differenza della sezione latina, gli autori degli esempi e delle frasi erano segnalati col nome abbreviato, acciocché gli studenti potessero «trovare la vera forma classica». Erano presenti anche le traduzioni di parole non presenti nel latino classico e cristiano, perché riferenti a cose, persone, istituzioni o tecnologie inesistenti nel mondo antico. Infatti erano presenti lemmi come "automobile" = vehiculum se movens, "gondola" = Veneta cymba, "elettricità" = electrica vis, "carabiniere" = miles custos libertatis, "cartolina postale" = cartula epistularis, o la traduzione di "patata" in solanum (infatti la pianta fu importata in Europa dopo la scoperta dell'America).
La prima edizione ebbe una «cortese e benevola accoglienza», venendo adottata in «quasi tutti gli Istituti classici regi e pareggiati d'Italia» e gli autori si convinsero a prepararne un'altra, sulla scorta della loro personale esperienza e dei consigli pervenuti dai colleghi. La seconda edizione, «riveduta, corretta e notevolmente accresciuta», come recitava il frontespizio, uscì nel 1913 e possedeva una sessantina di pagine in più rispetto alla precedente. Negli anni seguenti le ristampe si susseguirono e nel 1935 si affiancò al vocabolario il supplemento Sentenze, motti e proverbi latini brevemente illustrati, prima come volume a sé, poi, dal 1937, dopo un'apposita autorizzazione del Ministero della Pubblica Istruzione perché potesse essere usato anche nelle prove d'esame, come parte integrante del vocabolario. Nel 1933 i diritti d'autore del dizionario furono al centro di una diatriba giuridica tra gli eredi di Giuseppe Carboni (il Campanini era ancora vivo) e la casa Paravia. Gli eredi chiedevano un compenso per la durata del diritto d'autore dell'opera, ma la Corte di cassazione rigettò la pretesa, dando ragione agli editori.
Durante la guerra il dizionario ebbe il primo aggiornamento non curato dai suoi padri. L'avvertenza alla terza edizione informa che l'opera era «stata sottoposta a un accurato e profondo studio di revisione» e le informazioni storico–geografiche erano state ammodernate «in conformità ai più recenti avvenimenti», sebbene la paginazione fosse rimasta immutata. La parte latino–italiano, malgrado alcune rimostranze ricevute, rimaneva fedele all'impostazione del Carboni ed evitava ancora di citare gli autori degli esempi riportati, poiché la cosa era ritenuta non necessaria per una buona traduzione.
Le notizie geografiche certamente si giovarono del rinnovamento, giacché risalivano a tempi anteriori la Grande guerra e quindi ignoravano tutti gli sconvolgimenti che la conflagrazione aveva portato ai confini d'Europa. Il vocabolario aveva continuato a registrare fino alla metà degli anni Quaranta Gorizia come «città del Friuli austriaco sull'Isonzo» e l'Alsazia come «parte della Germania», per quanto con l'invasione della Francia quest'ultima notizia fosse ritornata corretta.
A ricordo della distruzione della sede della Paravia nei bombardamenti del novembre '42, a cui nella prefazione non si faceva comunque cenno, la marca della ditta in copertina e sul frontespizio fu cambiata dal canonico albero carico di frutti col motto "in labore fructus" a un albero avvinto dalle fiamme in un paesaggio di rovine con un cartiglio recitante "ex flammis resurgo".

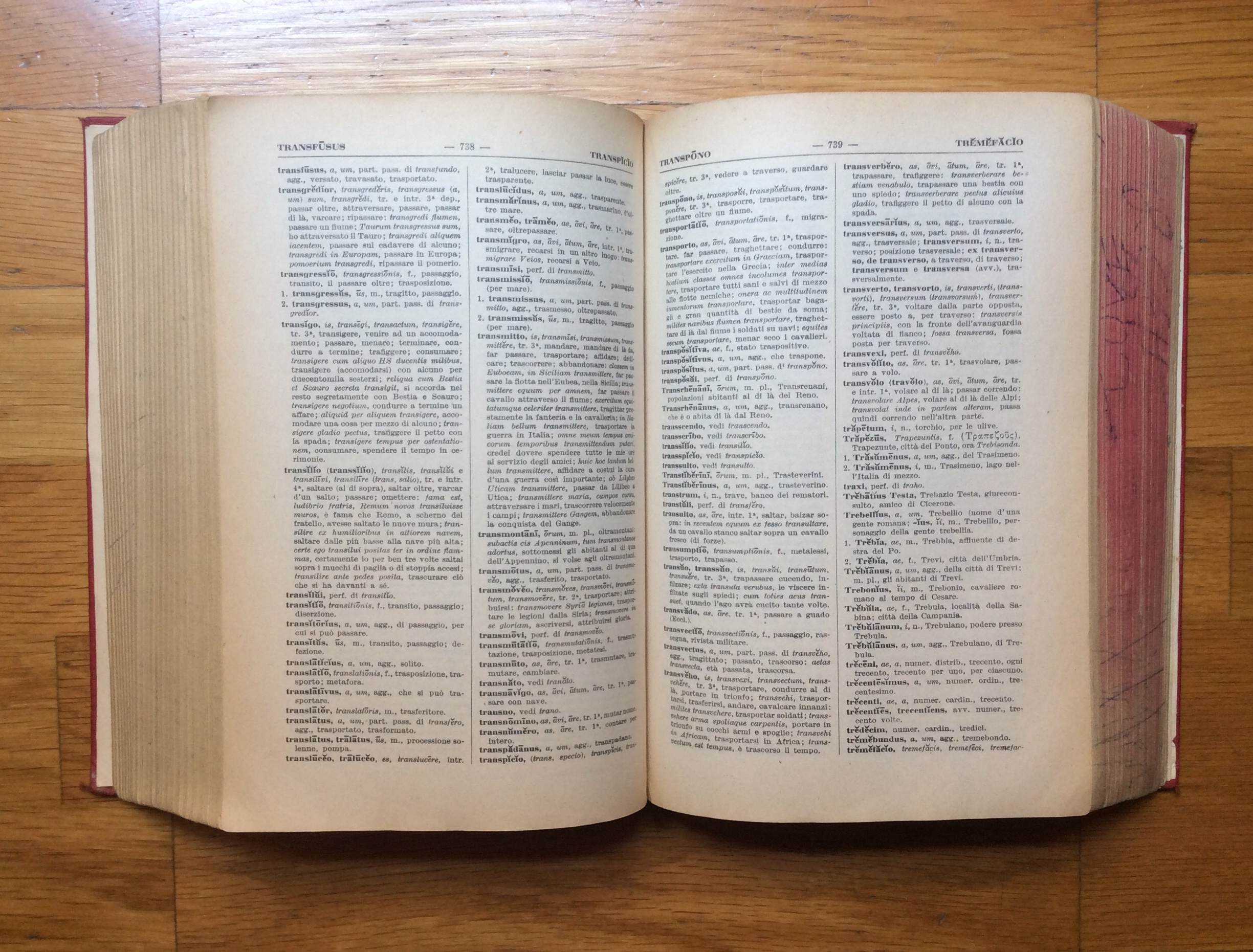
Interno della 4ª edizione. Si possono notare i segni di quantità su tutte le vocali, gli etimi greci e la colorazione doppia dei tagli delle pagine.

La quarta edizione fu curata dal professor Vincenzo Nicolais, il quale morì prima del Natale 1950, mentre si stava ancora lavorando alla composizione tipografica del libro. A detta degli stessi prefatori, il vocabolario usciva «rinato, più che aggiornato, mercé le sue [del Nicolais] laboriose e intelligenti cure: rimodernato e ampliato». Le citazioni erano state arricchite con passi di autori altri da quelli dell'età aurea della letteratura latina, erano stati aggiunti i segni di quantità delle vocali, volutamente evitati da Campanini e Carboni, a parte le brevi sulle penultime sillabe e qualche segno di lunga per distinguere gli ablativi negli esempi, e gli etimi greci. Le ultime due migliorie riportate rendevano il vocabolario adatto anche all'uso in studi più avanzati del latino, non più solo nei primi anni di scuola. Con gli interventi del Nicolais, il lessico crebbe di novanta pagine. Una quinta edizione uscì nel '57, di una trentina pagine maggiore della precedente, ma senza interventi rilevanti, tant'è che la prefazione rimase la stessa del 1950.
In occasione del cinquantenario, nel 1961, fu approntata una nuova edizione, curata da Bartolo Giovanni Bertazzoli e Carlo Piazzino. Il vocabolario si presentava «del tutto nuovo» e «completamente riveduto e aggiornato» nell'aspetto fisico come nel contenuto. Si era cercato di rendere più spedita la consultazione con l'uso di diversi caratteri e stili tipografici: gli esempi erano ora preceduti dalla parola "esempi" in corsivo grassetto, che li separava chiaramente dai significati, mentre prima solo le frasi erano fisicamente distinte. Anche i generi e l'eventuale numero di sostantivi e aggettivi erano scritti in un carattere bastone diverso dal testo. L'appartenenza dei lemmi alle parti del discorso veniva esplicitata e posta in corsivo grassetto, mentre prima era lasciata al lettore. Riguardo al contenuto, i curatori appianarono le incongruenze tra la parte italiana e la latina, i paradigmi dei verbi furono riportati per esteso, a eccezione dei regolari della prima coniugazione, così come per esteso furono dati il genitivo dei sostantivi della terza declinazione e di «buona parte degli aggettivi». La prefazione dichiarava anche che degli aggettivi erano stati dati comparativi e superlativi, quando questi non fossero stati regolari, ma ciò avveniva anche nelle precedenti edizioni. Dei sostantivi con declinazione alla greca e di altri che pure possedevano forme irregolari erano registrati anche accusativo e ablativo, poiché «molte volte si cerca[vano] inutilmente nelle grammatiche in uso nelle nostre Scuole». Riguardo alla prosodia, le quantità vocaliche inserite dieci anni prima dal Nicolais furono riviste e nella parte italiano–latino furono aggiunte le quantità delle penultime sillabe. Malgrado tutte le migliorie apportate, l'opera rimaneva fedele al suo scopo originario, difatti gli stessi prefatori la riconoscevano come «un vocabolario destinato essenzialmente agli allievi delle prime classi di studio del latino».
Fino alla quinta edizione, il volume aveva sempre avuto una copertina verde e una caratteristica divisione per colore delle parti dal latino e dall'italiano: bianchi i tagli davanti della prima, tinti di rosso quelli della seconda. Dalla sesta edizione il Campanini–Carboni si sarebbe presentato con la coperta rossa e i tagli delle pagine tutti bianchi.

### Il rifacimento
Già a metà degli anni Settanta si riconosceva l'obsolescenza del dizionario, che era stato concepito per una scuola e un modo d'insegnare che non esistevano più. La Paravia cercò allora di affiancare al Campanini–Carboni, che comunque sarebbe rimasto a catalogo, una nuova e più moderna opera, preparata nell'Università degli Studi di Torino per cura di Italo Lana. Il dizionario del Lana uscì nel maggio 1978, ma ebbe poca fortuna, malgrado le speranze della Casa editrice che potesse in seguito sostituire il suo quasi settantenne predecessore.
Nel 1993, dopo tre milioni di volumi venduti, con la serrima edizione il vocabolario fu completamente riscritto per adeguarsi alle più moderne esigenze didattiche. L'impianto originario dei due autori fu abbandonato, per rifarsi a strumenti più scientifici e quindi il titolo si modificò in Nuovo Campanini Carboni, conservando i nomi verosimilmente per sole ragioni storiche e di pubblicità.
La parte latino-italiano fu ampliata e riordinata (i vari significati dei vocaboli vengono ora ordinati e direttamente correlati alle numerose frasi di esempio), mentre nella parte italiano-latino furono eliminati i lemmi latini di parole moderne, dal momento che la pratica di tradurre dall'italiano al latino è nelle scuole notevolmente scemata. Il Nuovo Campanini-Carboni divenne così un dizionario per l'intero corso di studi liceali, costruito come tale, filologicamente accurato nelle citazioni dei testi latini e analitico nella costruzione dei lemmi. 
Inoltre, furono ampliate le sezioni dedicate alla cultura latina, con tavola illustrative della vita d'allora, tant'è che l'opera, nuovamente edita nel 2007, ha assunto la denominazione di Campanini Carboni : il nuovo dizionario della lingua e della civiltà latina.

## Prospetto delle edizioni
1. 1911
2. 1913 (più di 40 ristampe[22])
3. 1944 o 1945 (più di 5 ristampe)[23]
4. 1950 (riveduta e ampliata da Vincenzo Nicolais, 16 ristampe)[24]
5. 1957 (riveduta e ampliata da Vincenzo Nicolais, almeno 6 ristampe)[25]
6. 1961 (riveduta e ampliata da Bartolo Giovanni Bertazzoli e Carlo Piazzino, almeno 34 ristampe)[26]
7. 1993 (rifacimento completo: il titolo cambia in Nuovo Campanini Carboni)[27]
8. 2002 (il titolo cambia in Nomen : il nuovissimo Campanini Carboni)
9. 2007 (il titolo cambia, sul frontespizio, in Campanini Carboni : il nuovo dizionario della lingua e della civiltà latina, sulla copertina, in Il nuovo Campanini Carboni : il dizionario della lingua e della civiltà latina)